# Macrodorcas gracilis
Macrodorcas gracilis là một loài bọ cánh cứng trong họ Lucanidae. Loài này được Saunders mô tả khoa học năm 1854.